# ケニア・シリング

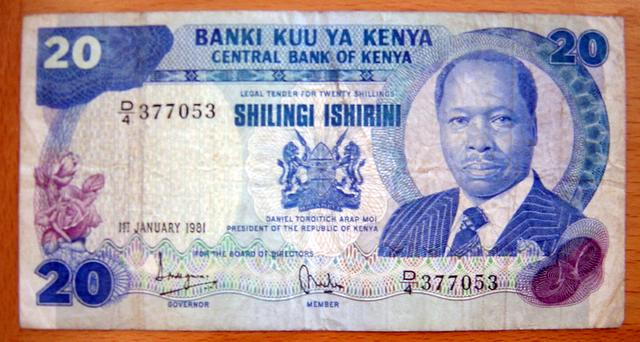
20シリング紙幣（1981年発行）

シリング（英語: Shilling）はケニアの通貨。ISO 4217の通貨コードはKES、通貨記号はKShで表される。補助単位は100分の1のセント。東アフリカ・シリングに代わって、1966年に等価で導入された。東アフリカのなかでは最も安定した強い通貨であり、国外ではソマリア、南スーダンといった情勢不安定な地域で使用されることが多い。

## 硬貨
1966年に最初の硬貨として5、10、25、50セント、1、2シリング硬貨が発行された。このうち25セント硬貨は1969年以降鋳造されず、2シリング硬貨も1971年を最後に鋳造を停止。新たな硬貨は1985年に5シリング硬貨が導入されたことに続き、1994年に10シリング硬貨、1998年に20シリング硬貨が導入された。
1966年から1978年の間に発行された全ての硬貨は表にケニア初代大統領ジョモ・ケニヤッタの肖像が描かれ、1980年から2005年の間に発行された硬貨は第2代大統領ダニエル・アラップ・モイの肖像が描かれた。2005年版の硬貨のデザインは、再びケニヤッタの肖像に戻された。現在発行中の最新版である2018年版の硬貨のデザインは、動物の絵柄で、1シリング：キリン、5シリング：サイ、10シリング：ライオン、20シリング：ゾウとなり、50セントは発行されなくなったが、以前の版の50セント硬貨も法的には有効である。
50セント、1シリング硬貨はステンレス製。5、10、20シリング硬貨は2種の金属からなるバイメタル貨である。また国家独立40周年を記念して2003年に発行された40シリング硬貨もバイメタル貨で、肖像には大統領ムワイ・キバキが描かれた。

## 紙幣
1966年、ケニア中央銀行は第1次紙幣として5、10、20、50、100シリング紙幣を発行した。そのうち5シリング紙幣は、1985年に5シリング硬貨が導入されたことに伴い造幣を停止。それと同様の理由で1994年に10シリング紙幣、1998年に20シリング紙幣の造幣が停止された。第1次紙幣以降の新紙幣は1986年に200シリング紙幣、1988年に500シリング紙幣、1994年に1000シリング紙幣が導入された。
硬貨と同じく、紙幣の肖像も1978年までジョモ・ケニヤッタ、1980年から2003年までダニエル・アラップ・モイが描かれ、2003年から以降に発行されている50、100、200、500、1000シリング紙幣のデザインもジョモ・ケニヤッタの肖像に戻されている。また、2003年に国家独立40周年を祝った200シリング紙幣がデ・ラ・ルーによってナイロビで造幣、同年12月12日に発行された。
2019年、ケニヤッタの銅像とケニヤッタ国際会議場を表面に描いた新紙幣の発行が開始された。現行紙幣の図案は以下の通り。
| 額面         | 主色 | 表面                                                     | 裏面                                                                             |
| ------------ | ---- | -------------------------------------------------------- | -------------------------------------------------------------------------------- |
| 50シリング   | 赤色 | ジョモ・ケニヤッタ初代大統領の銅像とケニヤッタ国際会議場 | 風力発電所、地熱発電所、太陽光発電所                                             |
| 100シリング  | 紫色 | ジョモ・ケニヤッタ初代大統領の銅像とケニヤッタ国際会議場 | 穀物、農業、畜産業                                                               |
| 200シリング  | 青色 | ジョモ・ケニヤッタ初代大統領の銅像とケニヤッタ国際会議場 | 診察を受ける子供、コンピューターを用いて学習する児童、ケニア国旗を掲げる陸上選手 |
| 500シリング  | 緑色 | ジョモ・ケニヤッタ初代大統領の銅像とケニヤッタ国際会議場 | ゾウ、キリン、ライオン                                                           |
| 1000シリング | 橙色 | ジョモ・ケニヤッタ初代大統領の銅像とケニヤッタ国際会議場 | 国会議事堂                                                                       |